# Calisto brunneri
Calisto brunneri är en fjärilsart som beskrevs av Michener 1949. Calisto brunneri ingår i släktet Calisto och familjen praktfjärilar. Inga underarter finns listade i Catalogue of Life.